# Tegenaria femoralis
Tegenaria femoralis là một loài nhện trong họ Agelenidae.
Loài này thuộc chi Tegenaria. Tegenaria femoralis được Eugène Simon miêu tả năm 1873.